# Minako Ito
Pour les articles homonymes, voir Ito.
Minako Ito (伊藤美奈子, Minako Ito, née le 17 septembre 1962) à Morioka, est une chanteuse-auteure-compositrice-interprète japonaise.

## Biographie
Elle a commencé l'exercice du piano à l'âge de quatre ans. Plus tard, elle sera inspirée par les chanteuses Mayumi Itsuwa et Mariko Takahashi.
Dans le cadre de la production de Masataka Matsutōya le 1er octobre 1982, elle fait ses débuts avec l'album Tenderly.

## Discographie

### Single
- グラスの中の青い海／水の中の太陽　(1er octobre 1982)
- 指切り／まどろみ (23 mars 1984)
- 誘魚灯／ともしび (21 juillet 1984)
- 見つめてほしい／9月の約束　(25 août 1985)

### Album
- Tenderly (1er octobre 1982)
- 誘魚灯 (23 mars 1984)
- Portrait (21 novembre 1985)
- 楽(gaku) (17 septembre 2000)